# Karen Stevenson
Karen Stevenson (30 de julio de 1993) es una deportista neerlandesa que compite en judo.
En los Juegos Europeos de Cracovia 2023 consiguió una medalla de bronce en la prueba de equipo mixto. Ganó dos medallas de plata en el Campeonato Europeo de Judo por Equipo Mixto, en los años 2021 y 2022.

## Palmarés internacional
| Juegos Europeos                     | Juegos Europeos         | Juegos Europeos   | Juegos Europeos |
| Año                                 | Lugar                   | Medalla           | Categoría       |
| ----------------------------------- | ----------------------- | ----------------- | --------------- |
| 2023                                | Krynica-Zdrój (Polonia) | Medalla de bronce | Equipo mixto    |
| Campeonato Europeo por Equipo Mixto |                         |                   |                 |
| Año                                 | Lugar                   | Medalla           | Categoría       |
| 2021                                | Ufá (Rusia)             | Medalla de plata  | Equipo mixto    |
| 2022                                | Mulhouse (Francia)      | Medalla de plata  | Equipo mixto    |